# Mandibola di Xiahe
La Mandibola di Xiahe è il fossile di una mandibola, appartenuta ad un  Homo di Denisova, scoperta nel 1980 nella grotta di Baishiya, situata al limite nord-orientale dell'altopiano tibetano nella contea di Xiahe in Cina.

## Scoperta
La mandibola fu scoperta da un monaco buddista nel 1980, e fu quindi studiata nell'università di Lanzhou, senza però che si riuscisse a classificarla. Fu solo nel 2018, quando gli studiosi cinesi entrarono in contatto con l'Istituto Max Planck di antropologia di Lipsia in Germania che, sulla base dello studio delle proteiene, si riuscì a determinare che il fossile era appartenuto ad un Homo di Denisova; la scoperta rappresentata il primo ritrovamento di fossile denisoviano al di fuori della grotta di Denisova, in Siberia.
Allo scopo di confermare che il fossile potesse essere attribuito ad un Denisovano, nel 2020 è stato condotto uno studio su DNA mitocondriale presente nei sedimenti della grotta, analizzati sia stratifigramente che cronologicamente, che afferma che la grotta è stata occupata da individui Denisovani continuativamente tra 100.000 e 60.000 anni fa.

## Caratteristiche
La mandibola Xiahe è costituita dalla metà destra di una mandibola parziale, cui restano attaccati due molari molto grandi. Il fossile è stato datato a circa 160.000 anni fa.